# Juan Manuel Fuentes Angullo
Juan Manuel Fuentes Angullo   (Sydney, 7 d'abril de 1977) és un ciclista espanyol, ja retirat, que fou professional del 2004 al 2005. Sempre va estar vinculat amb equips italians. En el seu palmarès destaca la Gran Premi de la indústria i l'artesanat de Larciano i el Gran Premi de Laudio del 2003.

## Palmarès
- 1999
  - 1r al Cinturó a Mallorca
- 2001
  - 1r a la Volta a Zamora
  - 1r a la Volta a Alacant i vencedor d'una etapa
  - 1r a la Bizkaiko Bira i vencedor d'una etapa
- 2003
  - 1r al Gran Premi de Laudio
  - 1r al Gran Premi de la indústria i l'artesanat de Larciano

### Resultats a la Volta a Espanya
- 2002. 79è de la classificació general
- 2003. 121è de la classificació general
- 2004. 81è de la classificació general
- 2005. 55è de la classificació general